# Hylaeus rubicola
Hylaeus rubicola là một loài Hymenoptera trong họ Colletidae. Loài này được Saunders mô tả khoa học năm 1850.

## Hình ảnh

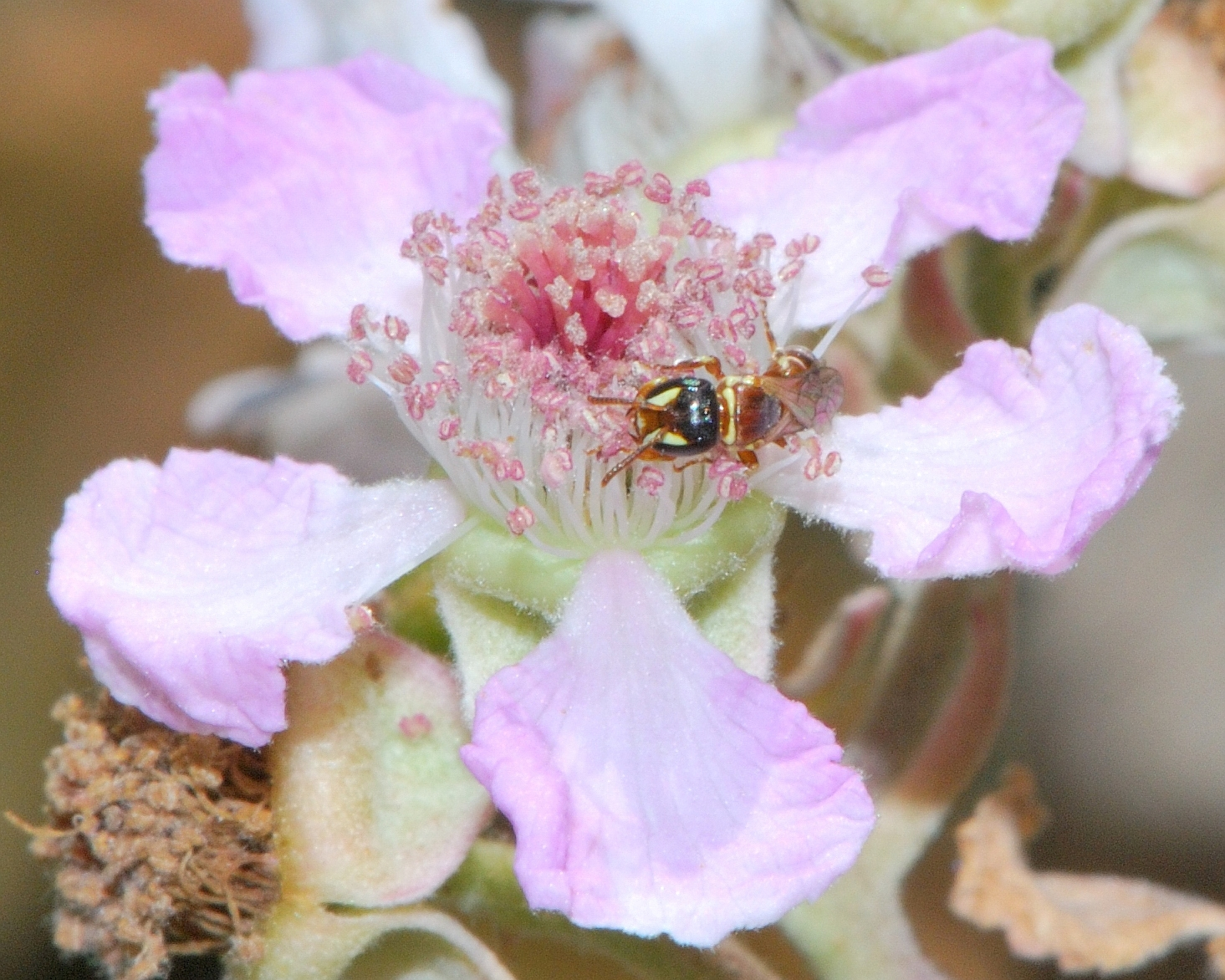
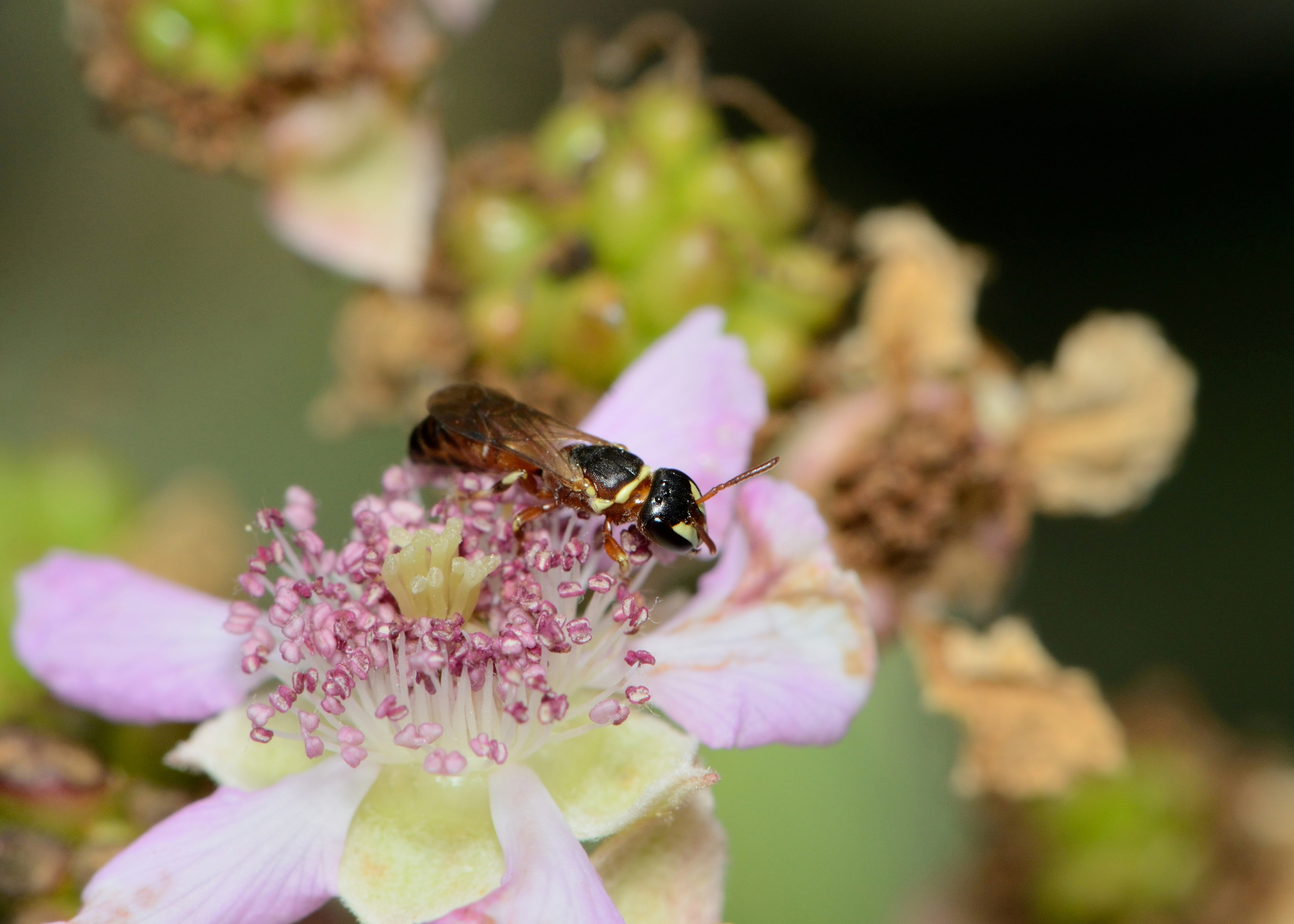
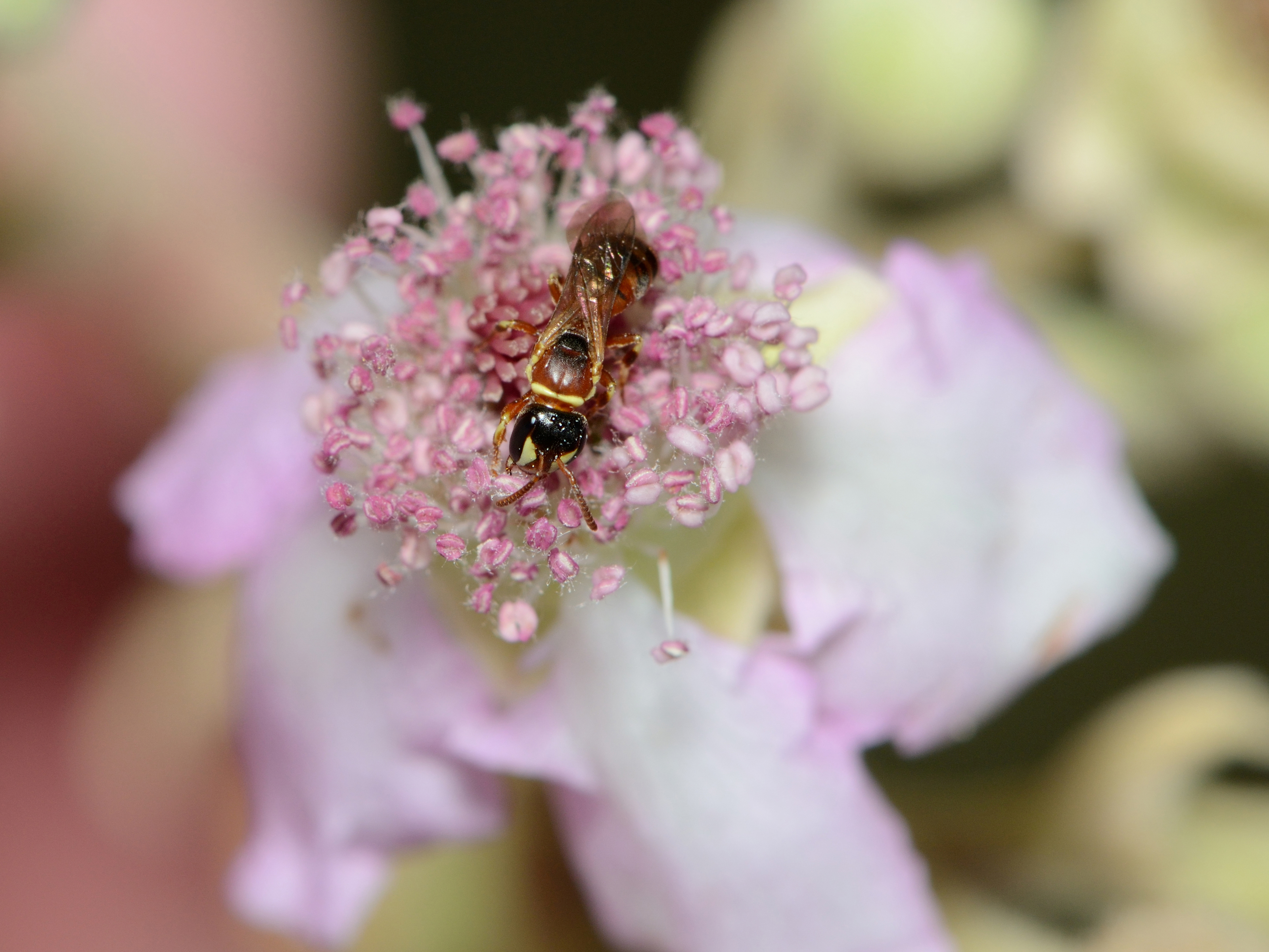
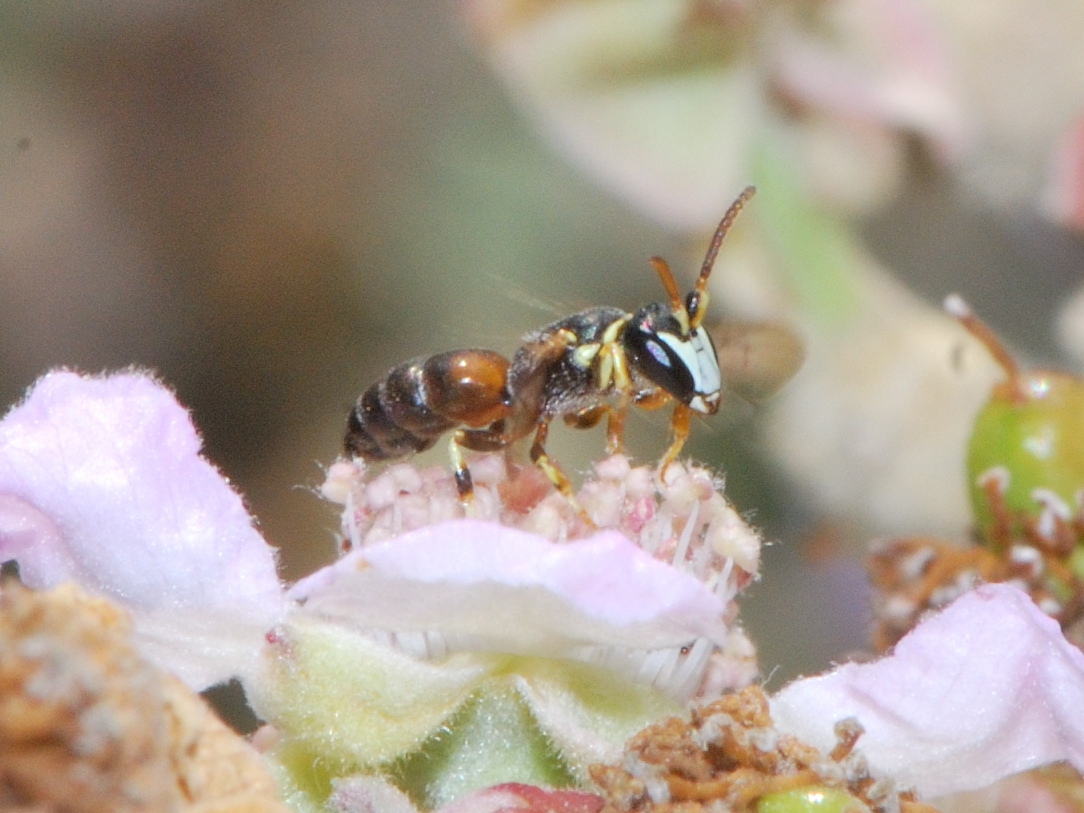